# روث ستيوارت
روث ستيوارت (بالإنجليزية: Ruth Stewart)‏ هي مغنية أوبرا ومغنية أمريكية، (و. 1916 – 2018 م).